# Chirodactylus jessicalenorum
Chirodactylus jessicalenorum — вид окунеподібних риб родини Джакасові (Cheilodactylidae). Це морський, субтропічний вид, що мешкає біля берегів Південної Африки. Зустрічається на коралових рифах та скелястому дні на глибині 3-20 м. Тіло завдовжки до 50 см. Живиться дрібними безхребетними.